# イヴァン・ユリッチ
イヴァン・ユリッチ（Ivan Jurić, 1975年8月25日- ）は、ユーゴスラビア（現クロアチア）・スプリト出身の元クロアチア代表サッカー選手、現サッカー指導者。現役時代のポジションはミッドフィールダー。中盤で攻守に貢献出来るダイナモ。

## 選手経歴
クロアチアの名門ハイドゥク・スプリトでデビュー。リーガ・エスパニョーラのセビージャFCでもプレーした後、イタリアへ渡る。自身が脚光を浴びたのはジェノアCFCでの活躍が認められたためであった。セリエA昇格以来は継続的にリーグ10位以内で終えるクラブの躍進をハードワークで支え、2009年2月にA代表に招集された。2009-10シーズン終了後に現役を引退した。

## 指導者経歴
引退後は古巣ジェノアの下部組織や、ジェノア時代の監督ジャン・ピエロ・ガスペリーニの下、インテルナツィオナーレ・ミラノやUSチッタ・ディ・パレルモでのコーチを経て、2014年からレガ・プロ（3部）のマントヴァFCで監督キャリアをスタートさせた。
2015年6月9日、セリエBの古巣FCクロトーネの監督に2年契約で就任した。就任1年目でクラブ史上初のセリエA昇格に導いた。
2016年6月28日、ガスペリーニに代わる指揮官としてジェノアに帰還。リーグ16位に低迷する中で2017年2月19日に行われた最下位デルフィーノ・ペスカーラ1936に0-5の大敗を喫すると、同月22日に解任されることが発表された。後任のアンドレア・マンドルリーニが2か月足らずでクラブを去ると、4月10日に再び招聘される。降格を回避させ翌シーズンも続投するが、クラブはリーグ18位に沈み11月4日のデルビー・デッラ・ランテルナに敗れた翌日に解任された。
2019年から2021年にかけてはエラス・ヴェローナFCの監督を務め、2020-2021シーズンにはチームを10位に導いたが、2023年まで結んでいた契約を解除し、同シーズン限りで退任した。
2021年から2024年はトリノFCの監督を務めた。就任3年間はすべてトップハーフにチームを導き、2024年6月21日に退任を発表した。
2024年9月19日、2025年夏までの契約でASローマの監督に途中就任した。開幕3分1敗のスタートを切ったチームの立て直しを期待されるも、公式戦12試合で4勝3分5敗と負け越し、選手との確執も報じられた。そのため、就任から約2ヶ月後の2024年11月10日に解任された。
翌12月、低迷していた英プレミアリーグ・サウサンプトンFCの監督に途中就任するも1勝1分け12敗と結果を残せず、リーグ史上最速の降格という不名誉な記録も重なって、2025年4月にシーズン中2度目の途中解任された。
2025-26シーズンより、セリエAのアタランタBC監督に就任。

## 監督成績
2021年5月28日現在
| クラブ             | 国           | 就任          | 退任          | 記録 | 記録 | 記録 | 記録 | 記録 | 記録 | 記録 | 記録   |
| クラブ             | 国           | 就任          | 退任          | 試   | 勝   | 分   | 敗   | 得   | 失   | 差   | 勝率   |
| ------------------ | ------------ | ------------- | ------------- | ---- | ---- | ---- | ---- | ---- | ---- | ---- | ------ |
| マントヴァ         | イタリアの旗 | 2014年6月17日 | 2015年6月9日  | 41   | 15   | 8    | 18   | 40   | 36   | +4   | 036.59 |
| クロトーネ         | イタリアの旗 | 2015年6月9日  | 2016年6月28日 | 45   | 25   | 13   | 7    | 64   | 39   | +25  | 055.56 |
| ジェノア           | イタリアの旗 | 2016年6月28日 | 2017年2月19日 | 28   | 8    | 7    | 13   | 36   | 49   | −13  | 028.57 |
| ジェノア           | イタリアの旗 | 2017年4月10日 | 2017年11月5日 | 20   | 4    | 4    | 12   | 20   | 33   | −13  | 020.00 |
| ジェノア           | イタリアの旗 | 2018年10月9日 | 2018年12月6日 | 8    | 0    | 4    | 4    | 10   | 18   | −8   | 000.00 |
| エラス・ヴェローナ | イタリアの旗 | 2019年6月14日 | 2021年5月28日 | 79   | 22   | 27   | 30   | 95   | 106  | −11  | 027.85 |
| トリノ             | イタリアの旗 | 2021年5月28日 |               | 0    | 0    | 0    | 0    | 0    | 0    | +0   | —      |
| 合計               | 合計         | 合計          | 合計          | 221  | 74   | 63   | 84   | 265  | 281  | −16  | 033.48 |

## タイトル

### 現役時代
ハイドゥク・スプリト
- プルヴァHNL : 1994-95
- フルヴァツキ・ノゴメトニ・クプ : 1994-95
- フルヴァツキ・ノゴメトニ・スーペルクプ : 1994

### 個人
- セリエB年間最優秀監督（英語版）: 2015-16